# タウエレト

タウエレト。

タウエレト（Tawaret, Taueret, Taweret）、タウルト（Taurt）、トエリス（Toeris）、イプス（Ipy）、イペット（Ipet）、アペット（Apet）、オペット（Opet）、レレト（Reret）は、エジプト神話に伝わる家庭と出産を司る女神。

## 概要
主に直立した雌の河馬の姿で描かれる。手には護符、河馬の頭、獅子の脚、鰐の背と尾、そして大きく垂れ下がった乳房を持つ人間として描かれることもある。
カバは、古代エジプト人に恐れられた動物だったが出産の神として広く信仰を集めた。逆に王家からは重視されず、大きな神殿や神話は残されなかった。
同じく母親の女神としてセクメトやハトホルと同一視された。